# 冰島國家手球隊
冰島國家手球隊是代表冰岛参加国际男子手球比赛的隊伍。它由冰岛手球协会負責管理。冰島國家手球隊曾於2008年夏季奥林匹克运动会上奪得銀牌。